# شخص ريفي أخرق (فلم)
هيك (بالإنجليزية: Hick)، هو فيلم روائي درامي من إخراج ديريك مارتيني، يستند الفيلم إلى رواية تحمل نفس الاسم، عرض لأول مرة في مهرجان تورنتو السينمائي الدولي في 10 سبتمبر 2011.

## وصلات خارجية
- شخص ريفي أخرق على موقع IMDb (الإنجليزية)
- شخص ريفي أخرق على موقع ميتاكريتيك (الإنجليزية)
- شخص ريفي أخرق على موقع روتن توميتوز (الإنجليزية)
- شخص ريفي أخرق على موقع نتفليكس (الإنجليزية)
- شخص ريفي أخرق على موقع قاعدة بيانات الأفلام العربية
- شخص ريفي أخرق على موقع ألو سيني (الفرنسية)
- شخص ريفي أخرق على موقع أول موفي (الإنجليزية)
- شخص ريفي أخرق على موقع فيلمافينيتي (الإسبانية)
- شخص ريفي أخرق على موقع قاعدة بيانات الفيلم (الإنجليزية)
- شخص ريفي أخرق على موقع ليتربوكسد (الإنجليزية)

1. ↑  وصلة مرجع: http://www.imdb.com/title/tt1205558/. الوصول: 1 مايو 2016.
2. ↑  وصلة مرجع: http://www.filmaffinity.com/es/film903409.html. الوصول: 1 مايو 2016.
3. ↑  وصلة مرجع: http://www.metacritic.com/movie/hick. الوصول: 1 مايو 2016.
4. ↑  مذكور في: قاعدة بيانات الأفلام التشيكية السلوفاكية. لغة العمل أو لغة الاسم: التشيكية. تاريخ النشر: 2001.